# موخيرس لیبرس
موخيرس لیبرس (النساء الحرات) هي منظمة نسائية لاسلطوية وُجدت في إسبانيا منذ عام 1936 إلى عام 1939. أسستها لوسيا سانشيز سورنيل ومرسيدس كومابوسادا وأمبارو بوتش إي جاسكون كمجموعة نسائية صغيرة في مدريد، وسرعان ما نمت لتصبح اتحادًا وطنيًا ضم 30 ألف عضو في ذروته في صيف عام 1938.
انبثقت المنظمة من الحركة النقابية اللاسلطوية الإسبانية، المكونة من ثلاث منظمات رئيسية: الاتحاد الوطني للعمل، والاتحاد الأيبيري اللاسلطوي، وجناح الشباب بالاتحاد الأيبيري. شعرت العديد من النساء اللاتي شاركن في هذه المجموعات أن اللاسلطويين، الذكور في الغالب، يغضون الطرف عن قضاياهن. أُنشئت مجموعات موخرس لیبرس المستقلة، نتيجة لذلك، ساعية إلى تحرير المرأة وإقامة ثورة اجتماعية لاسلطوية. رأوا أن الهدفين على القدر نفسه من الأهمية وينبغي تحقيقهما بالتوازي. نظمت المجموعات أنشطة تتراوح بين البرامج التعليمية والفصول الفنية إلى مراكز رعاية الأطفال وصحة الأم بهدف تمكين نساء الطبقة العاملة.
في حين سعت المنظمة إلى الاعتراف بها بصفتها المنظمة الرئيسية الرابعة داخل الحركة اللاسلطوية، لم تحقق أبدًا مكانة متساوية مع التيارات الأخرى. تأسست المجموعة في الجمهورية الإسبانية الثانية، وحذت حذو اللاسلطويين في دعم الجبهة الجمهورية عندما اندلعت الحرب الأهلية الإسبانية. انهارت المنظمة عند انتصار الجبهة القومية المعارضة عام 1939، وحُظرت الحركة اللاسلطوية ككل.

## السياق الاجتماعي
كانت النساء في إسبانيا في السنوات التي سبقت عام 1936 غير متكافئات مع الرجال على نحو ملحوظ. قاست النساء، أثناء التوظيف، ظروف عمل سيئة، من أماكن العمل غير الصحية حتى الأجور الأدنى دائمًا مقابل نفس العمل. كان معدل معرفة القراءة والكتابة في جميع أنحاء إسبانيا في هذه الفترة منخفضًا لكل من الرجال والنساء، ولكن طالما انخفضت النسبة أكثر بالنسبة للأخيرة. وصل معدل الأمية بين الإناث عام 1930 إلى 60% في الأجزاء الجنوبية من إسبانيا، و30% في منطقة إقليم الباسك. أدى ذلك إلى الحد من المشاركة السياسية والحراك الاجتماعي لنساء الطبقة العاملة.
كما كانت النساء محصورات إلى حد كبير في المجال المنزلي. تتحمل المرأة عادة المسؤولية الأساسية عن تربية الأطفال، ما يقيدهن بطرق لم يختبرها الرجال. عندما تُوظف النساء، عادة ما يعملن في المنزل، إما بالأعمال المنزلية وإما بالعمل في بيوتهن، ويقمن بالأعمال بالقطعة في صناعات كالمنسوجات.

### المرأة في الحركة اللاسلطوية
عكفت الحركة اللاسلطوية نظريًا على تحقيق المساواة، معلنة أن «الجنسين سيكونان متساويين، في الحقوق والالتزامات». ظهرت، على صعيد عملي، أوجه قصور في ما يتعلق بهذا الهدف. عنت الطبيعة غير المتكافئة للمجتمع الإسباني أن النساء يشكلن أقلية في معظم أماكن العمل، ما قيّد قدرتهن على المشاركة في اتحاد العمل على وجه الخصوص. لم تبذل النقابات العمالية اللاسلطوية جهدًا يذكر لتنظيم النساء حتى عندما مثلن الأغلبية، معتبرة إياهن مجرد كاسري إضرابات.
تُعد حقيقة أن بيير جوزيف برودون، الذي يشار إليه غالبًا باسم «أبو اللاسلطوية»، آمن علنًا بأن المرأة أقل شأنًا، ودعا في كتاباته إلى أن المرأة يجب أن تبقى محصورة في الأدوار المنزلية حتى بعد الثورة اللاسلطوية، أحد أسباب بقاء المعتقدات المنحازة جنسيًا بارزة على السطح.
حتى بالنسبة للرجال المؤمنين بالمساواة، فقد انتشر تصريح فحواه «توقف بناء المدينة الفاضلة اللاسلطوية عند الباب الأمامي». أفادت سارة بيرينجير وبيبيتا كاربينيا، اللتان أصبحتا في ما بعد عضوتين في موخرس لیبرس، عن مشاهدتهما للتمييز على أساس الجنس في مجموعات شباب الاتحاد الأيبيري، التي كانت بؤرًا بارزة لمثل هذا السلوك.

## التأسيس
كان لدى النساء اللاسلطويات الأخريات، ولا سيما لوسيا سانشيز سورنيل ومرسيدس كومابوسادا، تجارب مماثلة مع التمييز الجنسي. شرعت الاثنتان تتباحثان في القضية، بعد إدراكهما لمدى التمييز الجنسي داخل الاتحاد عام 1933. بدآ، بحلول عام 1935، في تشكيل أول مجموعة من محموعات موخرس لیبرس في مدريد. تُعد النساء الثلاث، جنبًا إلى جنب مع الدكتورة أمبارو بوتش إي جاسكون، «المبادِرات» بتشكيل الحركة وهي محاولة لتمكين المرأة الإسبانية.
أسس أعضاء الاتحاد ومن بينهم سوليداد إستوراتش، في عام 1934، مجموعة مماثلة ولكن منفصلة في برشلونة، في محاولة لإشراك النساء في الحركة اللاسلطوية. تشكلت من هنا المجموعة الثقافية النسائية، وتطورت لتصبح منظمة إقليمية كاتالونية مستقلة تمامًا عن موخرس لیبرس.
قررت المجموعة، عندما اكتشفت المجموعتان إحداهما الأخرى في أواخر عام 1936، الانضمام إلى مجموعة مدريد، وأعادت تسمية نفسها تجمع موخرس لیبرس. تشكلت العديد من تيارات موخرس لیبرس الأخرى بمرور الوقت في جميع أنحاء البلاد. ظلوا مستقلين على نحو أساسي في كل شيء باستثناء الاسم حتى أغسطس 1937، إذ اضطلعت 90 مجموعة محلية منهم رسميًا بتأسيس اتحاد وطني. نمت الحركة ووصل عدد أعضائها إلى 30 ألف عضو في صيف عام 1938.

### المجلة
تبادلت لوسيا سانشيز سورنيل، منذ سبتمبر إلى نوفمبر 1935، والسكرتير الوطني لاتحاد العمل ماريانو رودريغيز فاسكويز المراسلات علنًا عبر الصحيفة اللاسلطوية سوليداريداد أوبريرا في ما يتعلق بوضع المرأة داخل الحركة اللاسلطوية. كان رودريغيز فاسكيز متعاطفًا بشكل عام مع وضع المرأة، معترفًا بأن العديد من الرجال يشغلون موقع سلطة فوق شركائهم في الوطن، وعرض تخصيص صفحة واحدة كل أسبوع للنساء بصحيفة سوليداريداد أوبريرا. انتقدت سانشيز سورنيل بشدة مع ذلك الطريقة التي حثوا بها النساء اللاسلطويات على الانضمام إلى الحركة، مجادلة بالإشارة إلى مواقف الرجال المنحازة جنسيًا قائلة «الغالبية العظمى من الرفاق الذكور... لم تسلم عقولهم من الانحيازات البرجوازية التقليدية».
دفعها ذلك، جنبًا إلى جنب مع عدم رضاها عن تأكيد فاسكويز على أنه لا تثريب على الرجال في محاولة التمسك بامتيازاتهم عن طريق إهمال قضية المرأة، إلى الإعلان في إحدى المقالات عن نيتها بإنشاء مجلة كاملة مخصصة لقضية المرأة، بدلًا من صفحة واحدة. أدى إعلان الشروع في العمل في أبريل من العام التالي إلى توليد دعم واسع النطاق بين اللاسلطويين وباتت صورة المنظمة مكتملة في أنظار الجمهور. صدر العدد الأول من مجلة موخرس لیبرس في 20 مايو 1936، وصدر منها 14 عددًا.